# Micadina difficilis
Micadina difficilis är en insektsart som beskrevs av Günther 1940. Micadina difficilis ingår i släktet Micadina och familjen Diapheromeridae. Inga underarter finns listade i Catalogue of Life.